# وازنهورن
وازنهورن (به لاتین: Wasenhorn) یک کوه در سوئیس است که در کانتون وله واقع شده‌است. وازنهورن ۳٬۲۴۶ متر بالاتر از سطح دریا واقع شده‌است.